# Новоселе
Новоселе (на сръбски: Новосеље) е село в Черна гора, разположено в община Будва. Намира се на 418 метра надморска височина. Населението му според преброяването през 2011 г. е 2 души.

## Население
Численост на населението според преброяванията през годините:
- 1948 – 91 души
- 1953 – 96 души
- 1961 – 140 души
- 1971 – 41 души
- 1981 – 8 души
- 1991 – 1 души
- 2003 – 1 души
- 2011 – 2 души